# Церковь Рождества Девы Марии (Верхнедвинск)
Костёл Рождества Пресвятой Девы Марии (бел. Касцёл Нараджэння Найсвяцейшай Дзевы Марыі) — католический храм в городе Верхнедвинск (Витебская область, Белоруссия). Относится к Полоцкому деканату Витебского диоцеза. Построен в 1809 году, перестраивался в 1867 году. В значительной мере разрушен в 1917 году, в 1990-х годах восстановлен и отреставрирован.

## История
Первый костёл в городе Дрисса (историческое название Верхнедвинска) был построен из дерева в 1734 году. После того, как Дрисса в 1777 году была возведена в ранг уездного города в составе Полоцкой губернии начался быстрый рост города, который потребовал в том числе и строительства нового, более обширного католического храма.
В 1809 году был возведён новый каменный храм, в 1867 году он был отремонтирован и немного перестроен. В 1860 году рядом с ним был возведён приходской дом. Ещё один ремонт в здании прошёл в 1899 году после пожара. В 1917 году весь комплекс зданий был разграблен и полуразрушен. В том, что осталось от храма и приходского дома, были открыты магазины.
В 1990-х годах возвращён церкви, после чего проведена капитальная реставрация и восстановление прежнего облика храма.

## Архитектура
Храм трёхнефный, с трёхгранной апсидой, накрытой двускатной крышей. Внутреннее пространство перекрыто цилиндрическим сводом на подпружных арках . Нефы разграничиваются аркадой на столбах. Нефы заканчиваются тремя алтарями, главный украшен дорическим четырёхколонным портиком.